# 百花園迎賓館
百花園迎賓館（：／）是一座位於朝鮮首都平壤市大城區域林興洞的迎賓館。距離平壤國際機場20分鐘車程。為朝鮮官方與金日成家族用於接待訪朝外國元首、政府首腦或國際友人之地。
該迎賓館成立於1983年，共有三幢建築，兩棟為客房，另一棟為服務人員工作室，每幢建築皆有通道相連。有一人工湖泊及噴泉，前有河流，後倚森林。內部裝潢奢華以高檔家具、大理石及吊燈。建築總面積3萬3千平方米，樓高4層，設90個床位，因其花園種植過百種花卉而被時任朝鮮勞動黨中央委員會總書記金日成命名為「百花園」。
历史上有多名國家元首和政府首腦也曾於該迎賓館下榻，包括前美國總統吉米·卡特（1994年）、大韓民國總統金大中（2000年朝韩首脑会晤）、中共中央总书记、中国国家主席江澤民（2001年）、日本内阁总理大臣小泉純一郎（2002年）和大韓民國總統盧武鉉（2007年朝韩首脑会晤）等。

## 對應機構
- 釣魚臺國賓館
- 河內國賓館
- 河內索菲特大都市飯店
- 美麗堡
- 莫斯科總統酒店（英语：President Hotel (Moscow)）
- 青瓦臺迎賓館
- 新羅酒店
- 赤坂迎賓館
- 飯倉公館
- 帝國飯店
- 布萊爾宮